# ママ、ごはんまだ?
『ママ、ごはんまだ?』は、2017年2月11日に全国公開された白羽弥仁監督の映画作品。原作は一青妙のエッセイ「私の箱子」「ママ、ごはんまだ?」。

## 概要
本作は、一青妙が2012年に刊行したエッセイ「私の箱子」と2013年に刊行した同名のエッセイを原作とした日本と台湾の合作映画で、台湾人の父と日本人の母の間に生まれた一青姉妹（一青妙・一青窈）を主人公とし、亡き母の遺品である台湾料理のレシピ帳を通して、一青家の絆を描いたヒューマンドラマとなっている。中能登町町制10周年記念事業として制作され、一青姉妹が育った地である石川県中能登町や台湾、東京都でロケが敢行された。
映画内には多数の台湾料理が登場しており、クックパッド公式キッチンが開設され、特設ページ内でレシピが紹介されている。辻調理師専門学校が協力監修として携わっている。
主人公となる一青妙を木南晴夏、その妹・一青窈を藤本泉、母・一青かづ枝を河合美智子が演じた。なお、木南にとっては2013年に公開された『百年の時計』以来約4年ぶりの主演作品となった。
主題歌は、妙の妹である一青窈が本作のために書き下ろした「空音」で、2月7日にYouTubeで本作のシーンを使用したリリックビデオが公開された。

## キャスト
- 一青妙 - 木南晴夏[2]
- 一青窈 - 藤本泉
- 一青かづ枝 - 河合美智子[2]
- 顔恵民 - 吳朋奉
- 肥田精肉店の店主：甲本雅裕
- 晴江：広澤草
- 浅野（かづ枝の元彼）：春風亭昇太
- 仁科貴
- 今拓哉
- 一青妙(中学生時代)-堀田真由

## スタッフ
- 原作：一青妙「私の箱子」「ママ、ごはんまだ?」（講談社刊）
- 監督・脚本：白羽弥仁
- 製作：映画「ママ、ごはんまだ?」製作委員会、嶋田豪、小谷晃一
- プロデューサー：高瀬博行、星野晴美
- 企画協力：一青妙
- 撮影：向後光徳（J.S.C.）
- 照明：中須岳士（JSL）
- 録音：渡辺丈彦
- 美術：小関龍生
- 音楽：妹尾武
- 編集：渋谷陽一
- 衣装：岡本佳子
- メイク：佐々木愛
- 音響効果：野崎博樹
- 助監督：落合俊一
- 台湾ロケコーディネーター：范健祐
- 協力：辻調理師専門学校、チャイナエアライン
- 特別協力：石川県金沢市、中能登町、台南市（台湾）
- 協賛：のと共栄信用金庫
- 後援：北國新聞社、テレビ金沢、北陸放送、文化庁文化芸術振興費補助金
- 制作・配給：アイエス・フィールド 製作委員会（Is Field inc., MOCAL inc/）
- 主題歌：一青窈「空音」

## 関連商品
- 私の箱子（一青妙、講談社、2012年1月16日刊行、ISBN 978-4062174251）
- ママ、ごはんまだ?（一青妙、講談社、2013年6月28日刊行、ISBN 978-4062182898）
以上、原作となる書籍
- ママ、ごはんまだ?（DVD、2017年8月2日発売）
特典映像としてメイキング映像と予告編が収録された。